# Ламберто Заньєр
Ламберто Заньєр (італ. Lamberto Zannier; нар. 15 червня 1954, Фаганья, Удіне, Італія) — італійський дипломат, Генеральний секретар ОБСЄ з 1 липня 2011.

## Освіта
Має докторський ступінь у галузі права Університету Трієста.

## Трудова діяльність
Кар'єрний дипломат. З 1976 р. — в міністерстві закордонних справ Італії.
Працював у посольствах Італії в Об'єднаних Арабських Еміратах, Австрії та Нідерландах.
У 1991–1997 роках очолював секцію НАТО з роззброєння, контролю над озброєннями та колективної безпеки (Disarmament, Arms Control and Co-operative Security Section).
У МЗС Італії Заньєр займався питаннями, що стосуються оперативних аспектів участі країни в Європейській політиці безпеки і оборони.
У 1998–1999 рр.. брав участь у переговорах з адаптації Договору про звичайні збройні сили в Європі (ДЗЗСЄ).
З 2000 по 2002 рік був постійним представником Італії у Виконавчій раді Організації із забороні хімічної зброї в Гаазі.
З 2002 по 2006 рік обіймав посаду директора центру ОБСЄ із запобігання конфліктам у Відні.
З червня 2008 р. був спецпредставником ООН по Косово і главою місії ООН у справах тимчасової адміністрації в Косово (МООНК).
У червні 2011 р. Ламберто Заньєр був обраний генеральним секретарем ОБСЄ.
Він є автором низки публікацій з питань безпеки, запобігання конфліктів і питань врегулювання криз.